# Paolo Guidolini
Paolo Guidolini (talvolta anche Paoletto; Vicenza, 1742 – Vicenza, 1798) è stato un pittore e decoratore italiano.

## Biografia
Fu un quadraturista di talento, nella sua epoca molto apprezzato. Secondo il contemporaneo Pietro Baldarini, fu allievo di Girolamo Mengozzi Colonna, tuttavia le sue stesse opere sembrano contraddirlo. I critici moderni hanno ipotizzato un legame con Pietro Paltronieri e, più in generale, con l'area classicista emiliana. Notevole l'influenza palladiana.
Lavorò prevalentemente tra la città natale e Padova. Tra il 1765 e il 1775 realizzò le quadrature per gli affreschi che Francesco Lorenzi aveva dipinto in una sala di palazzo Godi Nievo a Vicenza. Nella città berica, entro il 1779, eseguì anche le decorazioni della volta sopra l'altare della Vergine nella chiesa di San Vincenzo, quelle in casa Pojana e quelle in palazzo Negri.
Collaborò con il Lorenzi anche negli anni seguenti. Era forse con lui quando, verso il 1780, si trovava a Casale Monferrato per decorare i palazzi di San Giorgio e Treville.
Prima del 1776 dipinse le partiture agli affreschi di Giambattista Mengardi nella chiesa di Sant'Andrea a Padova. Nella stessa città partecipò con Antonio Buttafogo alla decorazione di alcune sale di palazzo Frigimelica-Selvatico; i documenti di pagamento sono datati agosto-settembre 1778.
Verso il 1779 dipinse le quadrature del salone di palazzo Thiene a Vicenza, affrescato da Giacomo Ciesa. Con lo stesso lavorò anche nel decennio successivo a palazzo Cordellina e, forse, a palazzo Thiene Bonin Longare. Sono andati perduti "alcuni camerini e soffitti a fresco" in palazzo Leoni Montanari, citati dal Baldarini; nello stesso edificio gli sono stati però attribuiti gli affreschi figurativi del salone di Apollo, così come altri lavori in palazzo Trissino Baston. Di contro, alcuni studiosi escludono un intervento del Guidolini in questi edifici.
Nel 1780 circa era a Rovigo con Giovan Battista Canal dove eseguì le quadrature di tre sale di palazzo Angeli. Nel 1786 si trovava ancora a Padova per dipingere quadrature e decorazioni nei palazzi Pisani e Zigno; in quest'ultimo caso, collaborò con Pier Antonio Novelli e ancora con il Canal. Concepì, inoltre, il progetto per la scena del teatro Nuovo, che non fu però realizzata.
Recano data - 1790 - e firma le quadrature agli affreschi del Ciesa in villa Franceschini ad Arcugnano.
Tra il 1794 e il 1795 venne costruita la cappella di San Giuseppe nella chiesa di Santa Corona a Vicenza, che venne affrescata dallo stesso Guidolini con scene della Vita del beato Bartolomeo da Breganze. La cappella ha subito nel tempo diversi rifacimenti; ma gli affreschi, che si credevano perduti, sono in parte ricomparsi in tempi recenti.
L'ultimo intervento noto è del 1796, quando lavorò assieme a Simeone Merlini e Giuseppe Gallo Lorenzi in palazzo Dotto a Padova.